# Weston Park

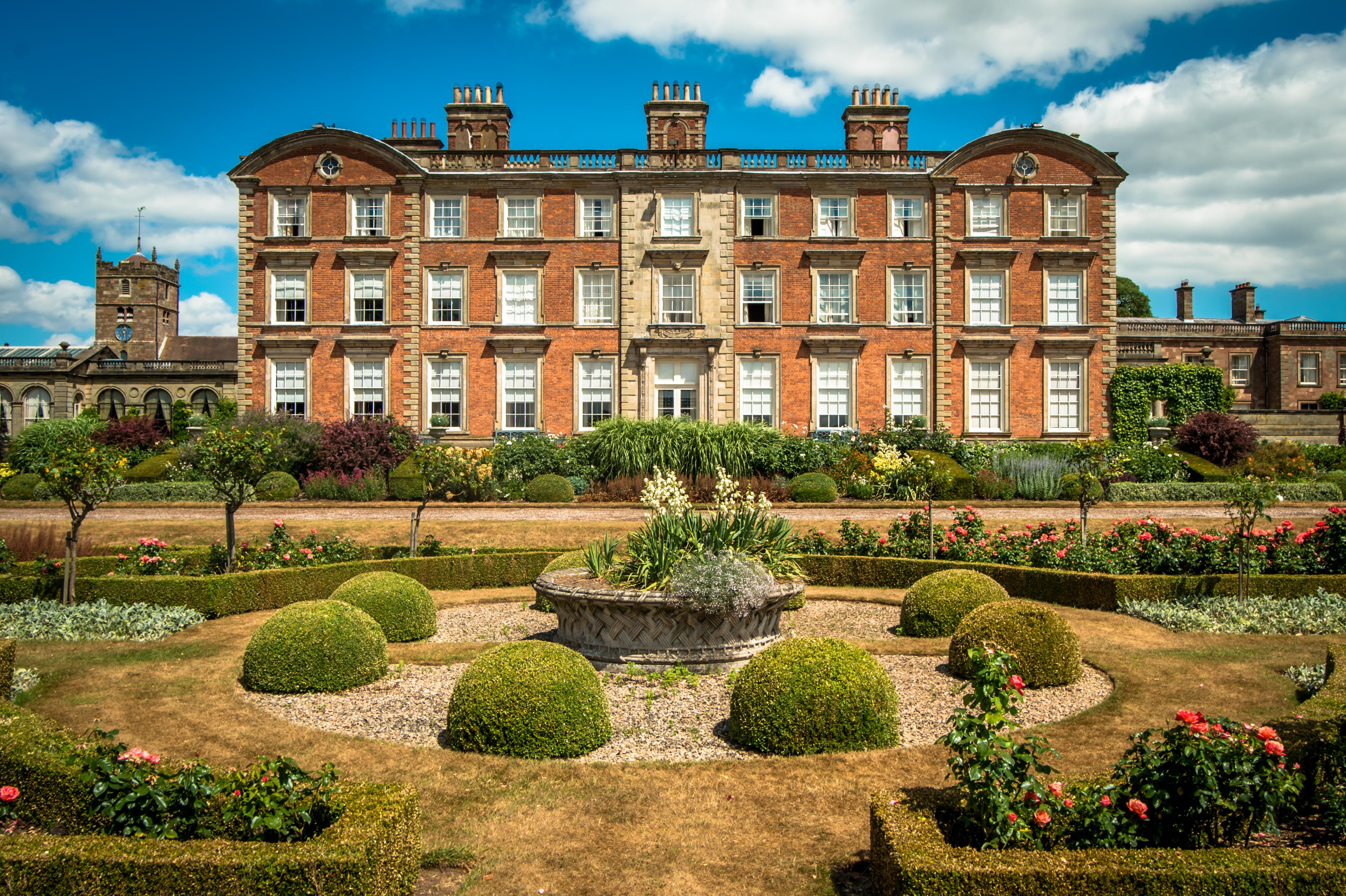
Palácio de Weston Park.

Weston Park é um palácio rural, localizado 10 milhas a Noroeste de Wolverhampton, em Weston-under-Lizard, Stafford, Staffordshire, Inglaterra, enquadrado por 1.000 acres (4 km²) de parque com arranjo paisagístico de Capability Brown. Ao longo dos anos, Weston tem recebido os mais distintos hóspedes como a filha Maria do Rei Jorge V, e a Princesa Real, que passou parte da sua lua-de-mel entre as suas graciosas cercanias. Mais recentemente, o encontro do G8 teve lugar em Weston em 1998.
O terreno no qual Weston se ergue foi mencionado pela primeira vez no Domesday Book, quando foi adquirido por Rainald de Bailleuil, Sheriff de Roger de Montgomery. O principal sobrevivente destes tempos é o parque, o qual forma agora parte da floresta de veados medieval. A propriedade passou então para a posse dos Westons de Weston e mais tarde para a família Mytton. Tem sido a residência dos Condes de Bradford desde o século XVII.
O palácio foi construido em 1671 por Lady Elizabeth Wilbraham, assistida por trabalhadores locais e pelo Primeiro Livro de Arquitetura de Palladio, tendo sido, ao que parece, a sua própria arquiteta. A sua muito anotada cópia do livro de Palladio ainda pode ser vista na biblioteca de Weston.
Quando a linha masculina da família se extinguiu, Weston passou para a neta de Lady Wilbraham, Anne, que havia casado com um membro da família Bridgeman, eles próprios abastados proprietários rurais no Shropshire e noutros locais. Sir Henry Bridgeman contratou Capability Brown para desenhar o parque. Também empregou James Paine para adicionar uma ponte romana e um Templo de Diana; mais tarde descrito pelo famoso arquiteto como "minha casa verde em Weston".
Mais recentemente, desde 1999, os campos de Weston Park têm sido usados como um dos locais do V Festival, um festival anual, com dupla localização, patrocinado pelo Grupo Virgin, ficando a outra localização em Hylands Park, o parque da Hylands House, em Chelmsford, Essex.